# Molbergen
Molbergen là một đô thị ở huyện huyện Cloppenburg, trong bang Niedersachsen, nước Đức. Đô thị Molbergen có diện tích 102,52 km². Dân số cuối năm 2006 là 7886 người. Đô thị này có cự ly khoảng 8 km về phía tây của Cloppenburg.